# ثروت بدوي
ثروت بدوي (1928 م - 2015 م) الفقيه الدستوري وأستاذ القانون الدستورى بكلية الحقوق جامعة القاهرة.

## عائلته
هو الابن الثالث عشر بين 14 شقيق وشقيقة والعشرون إذا أضفنا الاخوة غير الأشقاء وهم 7، وهو من أسرة ميسورة الحال وكان والده عمدة شرباص لمدة 55 عام وجده كان عمدة وأخوه أيضًا.[بحاجة لمصدر]

## دراسته وعمله
التحق بكلية الطب ولكنه لم يكمل الدراسة ثم التحق بكلية الحقوق عام 1945 وحصل على الليسانس بتقدير جيد جدًا في سنة 1949 وكان ترتيبه الثالث على الدفعة ثم تم تعيينه في مجلس الدولة سنة 1949  وحصل على شهادة الدكتواره من من جامعة السوربون في فرنسا في سنة 1954 بأطروحة بعنوان نظرية فعل الأمير.. في القانون الإداري، وعمل لعقود كأستاذ في جامعة القاهرة. ويعرف بكونه مشارك في أحداث سياسية مهمة مثل مشاركته في إلغاء الإعلان الدستوري المكمل في عهد الرئيس محمد مرسي.

## وفاته
توفي في 11 نوفمبر 2015 بعد صراع طويل مع المرض.